# Bahnhof Wiesenburg (Mark)
Der Bahnhof Wiesenburg (Mark) im Südwesten des Landes Brandenburg ging 1879 in Betrieb und war von 1923 bis 2004 Trennungsbahnhof zweier Hauptbahnen. Die Station besitzt ein weitgehend im Originalzustand erhaltenes Empfangsgebäude aus der Eröffnungszeit des Bahnhofs. Das Bahnhofsgebäude steht mit einigen Nebenbauten unter Denkmalschutz und ist seit 2011 im Besitz einer Bürgergenossenschaft.

## Lage und Name
Der Bahnhof liegt in der Gemeinde Wiesenburg/Mark im Landkreis Potsdam-Mittelmark etwa in der Mitte zwischen den beiden jeweils etwa 2,5 Kilometer
entfernten Orten Wiesenburg im Nordosten und Jeserig im Süden wenige Kilometer von der Landesgrenze zu Sachsen-Anhalt entfernt. Am Bahnhof kreuzt die Bundesstraße 107 die Gleisanlagen. Um den Bahnhof befinden sich die ausgedehnten Waldgebiete der Brandtsheide, nördlich von ihm beginnt der Schlosspark Wiesenburg. Um den Bahnhof liegen vor allem entlang der Bundesstraße einige Anwesen, die die Siedlung Wiesenburg Bahnhof (gelegentlich auch nur Bahnhof genannt) bilden. Während die Häuser an der Bundesstraße zu Wiesenburg gehörten, lag der Bahnhof selbst auf Jeseriger Gebiet. Ort und Bahnhof wurden 2001 Teil der Großgemeinde Wiesenburg/Mark. Im Jahr 2018 wurde beschlossen, den Bahnhof vom Ortsteil Jeserig an den Ortsteil Wiesenburg zu übertragen.
Bis 1910 hieß der Bahnhof nur Wiesenburg, seitdem trägt er seinen heutigen Namen.
Während sich die Gemeinde Wiesenburg/Mark mit Schrägstrich schreibt, heißt der Bahnhof Wiesenburg (Mark).

## Geschichte

### Die ersten Jahre

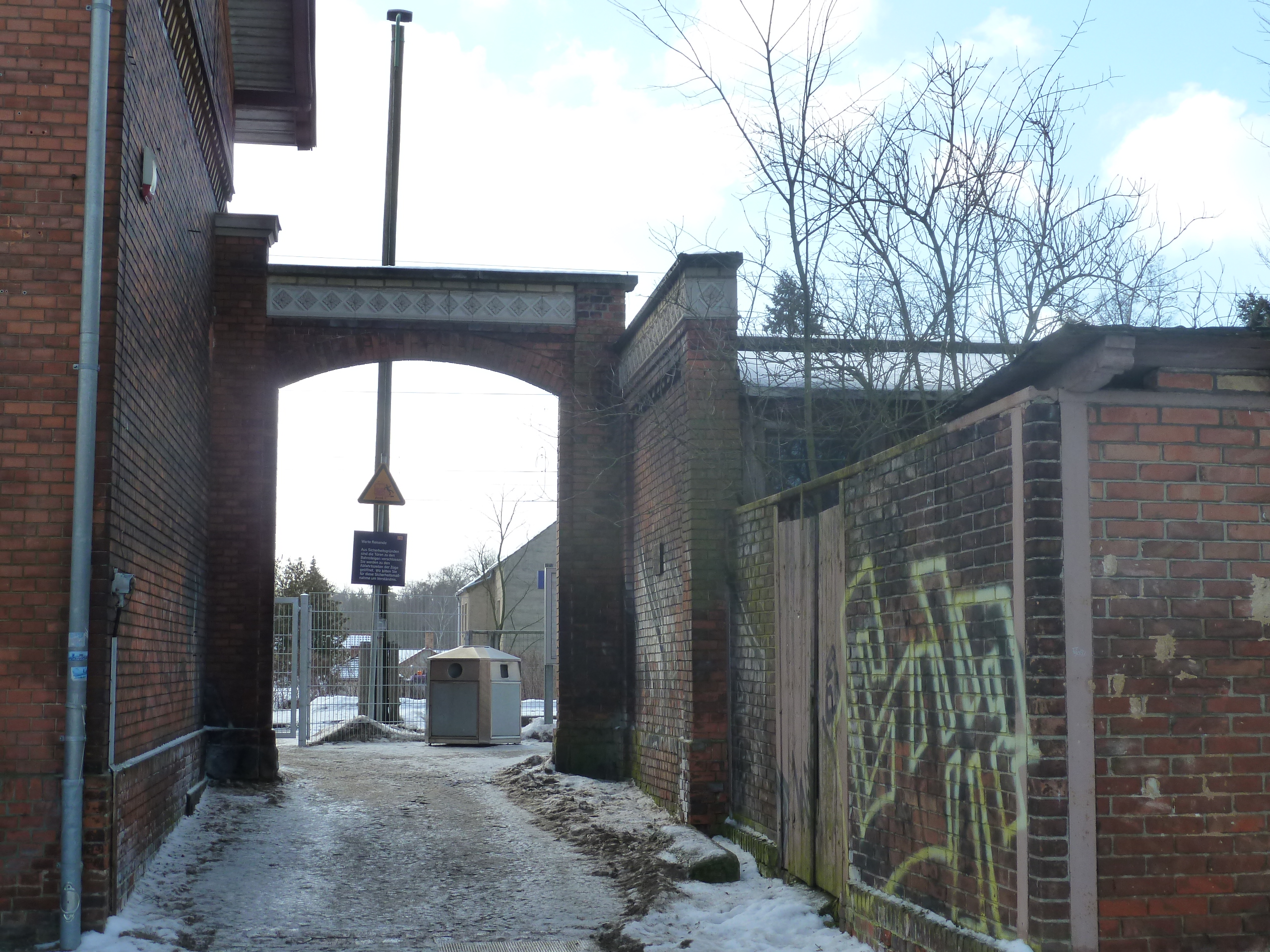
Der Bahnsteigzugang durch einen Torbogen ist typisch für die ursprünglichen Stationen der Bahnstrecke Berlin–Blankenheim

In Folge des Deutsch-Französischen Krieg 1870/71 wuchs vor allem bei den Militärs das Bedürfnis nach einer direkten Verbindung zwischen Elsass-Lothringen und Berlin und weiter an die Ostgrenze des neu entstandenen Deutschen Reichs. Im Jahr 1873 wurde ein Gesetz verabschiedet, mit dem der Staat den Bau der umgangssprachlich Kanonenbahn genannten Verbindung beschloss. Teils konnten dabei bestehende Strecken genutzt werden, die übrigen Abschnitte wurden neu errichtet. Einer der längsten Neubauabschnitte entstand zwischen Berlin und Blankenheim. Aus strategischen Gründen sollte die Strecke die Großstädte umfahren, so dass die Elbüberquerung bei Barby deutlich südlich von Magdeburg aber dennoch weit entfernt vom Ballungsraum um Dessau, Halle (Saale) und Leipzig angelegt wurde.
Wiesenburg war einer der wichtigeren Orte am geplanten Streckenverlauf, so dass der Ort von Streckeneröffnung an einen Bahnhof erhalten sollte. Ursprünglich war eine ortsnähere Streckenführung geplant, jedoch wollte der örtliche Gutsbesitzer Curt von Watzdorf nicht, dass die Bahnstrecke den Schlosspark zerteilt. So führte die Strecke südlich am Dorf vorbei. Der erste Abschnitt der Bahnstrecke mit dem Bahnhof Wiesenburg ging am 15. Mai 1879 in Betrieb.
Bereits Ende des 19. Jahrhunderts waren wiederholt Streckenerweiterungen in Diskussion. Während zunächst eine Schmalspurbahn von Wittenberg über Wiesenburg nach Görzke in der Diskussion war, sahen Pläne von 1899 eine regelspurige Kleinbahn von Klein-Wittenberg über Wiesenburg nach Görzke vor.
Erneute Planungen für eine Bahnstrecke in Richtung Görzke kamen auf, nachdem von dort mit der im Jahr 1911 eröffneten Bahnstrecke Wusterwitz–Görzke eine Verbindung in Richtung Norden realisiert worden war. Zum Bau der Strecke über Wiesenburg kam es jedoch nicht, was angeblich an der Weigerung des Görzker Grundbesitzers Eugen Bertrand gelegen haben soll, dafür Ländereien zur Verfügung zu stellen.
Ebenfalls gab es schon seit längerem Planungen für eine Verbindung in Richtung Dessau. Damit sollte eine weitere Verbindung von Berlin in den mitteldeutschen Raum geschaffen werden und die dicht befahrene Anhalter Bahn entlastet werden. Nachdem der Erste Weltkrieg dieses Projekt zunächst verzögerte, ging die neue Bahnstrecke am 1. Juni 1923 durchgehend in Betrieb. Wiesenburg war der Abzweigbahnhof für die neue Strecke.

### Wiesenburg als Bahnknoten

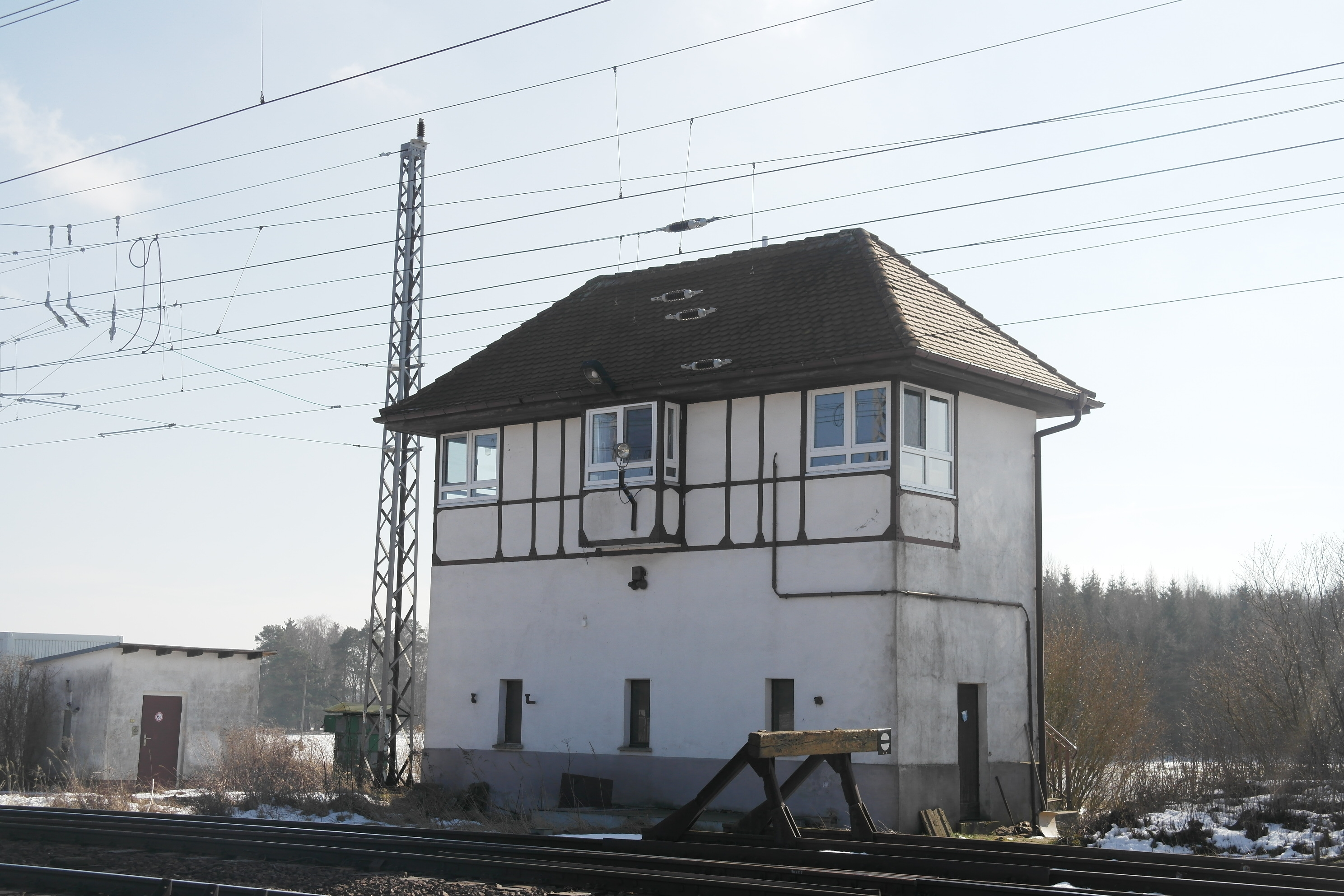
Das denkmalgeschützte Stellwerk Wo auf der Ostseite des Bahnhofs entstand beim Ausbau der Bahnhofsanlagen um 1920

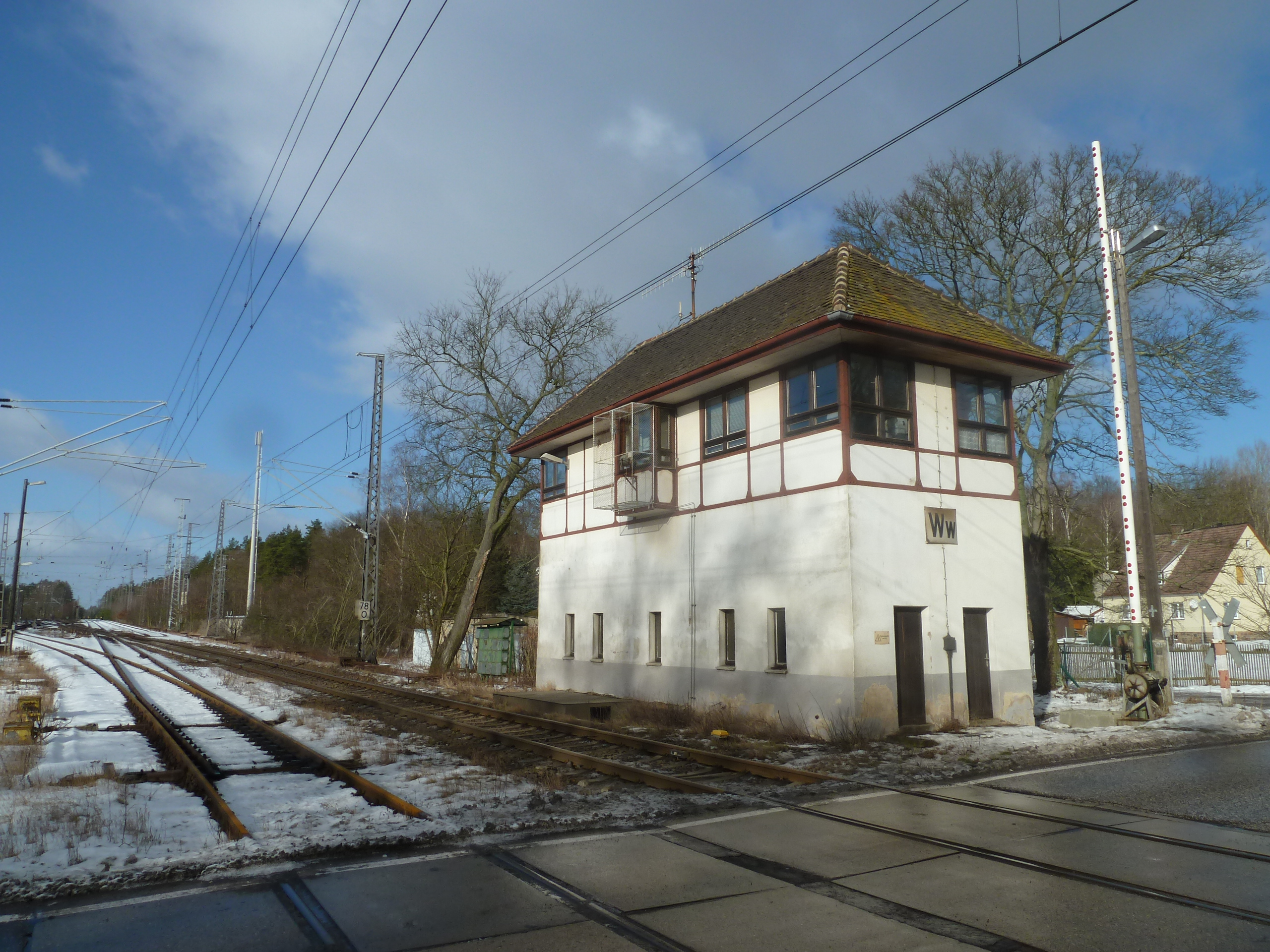
Denkmalgeschütztes Stellwerk Ww. Geradeaus führt die stillgelegte Strecke in Richtung Güsten und Blankenheim, links die Strecke nach Roßlau

Durch den Streckenneubau und den nach dem Ersten Weltkrieg entstandenen Verschiebebahnhof Seddin nahm das Verkehrsaufkommen zu. Deswegen wurde Anfang der 1920er Jahre die Anlagen des Bahnhofs Wiesenburg erweitert. Es kamen zusätzliche Gleise hinzu, zwei neue Stellwerke und ein Mittelbahnsteig wurden gebaut.
Allerdings hatte der Bahnhof sowohl im Personen- als auch im Güterverkehr weiterhin vor allem lokale Bedeutung. Die Züge beider Streckenäste aus Richtung der Bahnhöfe Güterglück und Roßlau wurden in der Regel entweder bis Berlin (nach der Deutschen Teilung teilweise auch nur bis Drewitz) durchgebunden oder zumindest bis Belzig weitergeführt. In Wiesenburg begannen und endeten nur relativ wenig Reisezüge. Entsprechend hielten meist nur Personenzüge im Bahnhof, Schnell- und die meisten Eilzüge durchfuhren die Station ohne Halt. Einige Ausnahmen gab es, beispielsweise verkehrte in den 1970er und 1980er Jahren ein Eilzug aus Aschersleben über Dessau nach Berlin, der in Wiesenburg einen Anschluss von Güsten über Güterglück aufnahm.
Im Güterverkehr war vor allem die Bedienung der örtlichen Holzindustrie von Bedeutung, außerdem gab es bis Anfang der 1990er Jahre Militärtransporte von und zum Truppenübungsplatz Altengrabow, die in Wiesenburg verladen wurden. Hierfür wurde eine große Kopframpe angelegt.
Erst nach der Wende in der DDR, im Mai 1992, wurde der elektrische Betrieb zwischen Seddin und Roßlau und damit im Bahnhof Wiesenburg aufgenommen. Im folgenden Jahr wurde auch der Abschnitt von Wiesenburg in Richtung Güterglück elektrifiziert. Bis Ende 1995 nutzten ICE-Züge von und nach Berlin diese Verbindung. Danach wurden sie über Brandenburg/Havel (Bahnstrecke Berlin–Magdeburg) und später über die Lehrter Bahn bzw. Schnellfahrstrecke Hannover–Berlin geführt.
Mitte der 1990er Jahre wurde der Personenverkehr von Berlin über Wiesenburg nach Dessau vertaktet, der Bahnhof Wiesenburg (Mark) seitdem im Zweistundentakt bedient. In Richtung Güterglück gab es nur einzelne Züge. Kurzzeitig gab es Ende der 1990er Jahre einen Zweistundentakt via Bad Belzig und Wiesenburg über Güterglück und Barby nach Magdeburg. Anfang des 2000er Jahre bedienten die Züge dieser Linie Wiesenburg nur noch an Wochenenden. 2002/2003 wurde der Personenverkehr von Wiesenburg in Richtung Barby und auch der Güterverkehr auf dieser Strecke eingestellt. Ende 2004 verkehrte der letzte planmäßige Zug in Richtung Güterglück (ohne Halt im Bahnhof Wiesenburg). Die Strecke wurde in der Folge stillgelegt und teilweise abgebaut.
Ende 2012 wurde werktags das Angebot zwischen Berlin, Wiesenburg und Dessau verdichtet. Montag bis Freitag wurde der Bahnhof Wiesenburg von den Zügen der Regional-Express-Linie RE 7 in Richtung Berlin Hbf und Dessau Hbf stündlich, am Wochenende alle zwei Stunden bedient. Ende 2024 wurde auch an Wochenenden der Stundentakt aufgenommen.

### Bahnhof am Park
Im Jahr 2009 fanden sich Einwohner aus Wiesenburg und Umgebung zusammen, die das Ziel hatten, das Bahnhofsgebäude wieder zu beleben. Sie gründeten im Mai 2010 die Genossenschaft Bahnhof am Park - Wiesenburg/Mark. Im Juni 2011 ging das Bahnhofsgebäude in den Besitz der Genossenschaft über.
Im Herbst des gleichen Jahres war der Bahnhof ein Schauplatz der Aktion 96 Stunden, einer Sendereihe des RBB, in der der Sender und freiwillige Helfer interessante Projekten in Berlin und Brandenburg unterstützen. Im Frühling 2012 wurde das Café Flämingperle im Bahnhof mit angeschlossenem Regioladen eröffnet.

### Umbaupläne
Die Deutsche Bahn plant den Umbau der Station. Der Bahnhof soll in einen Haltepunkt umgewandelt werden. Die beiden Außenbahnsteige sollen etwas westlich der heutigen Bahnsteige liegen und über den Bahnübergang an der Bundesstraße erreichbar sein. Eine Verbindung zum Bahnhofsgebäude gibt es dann nicht mehr. Gegen dieses Vorhaben regte sich heftiger Widerstand vor Ort. Offen  ist, ob das Projekt tatsächlich, wie ursprünglich von der DB geplant, ab 2026 in Angriff genommen wird.

## Anlagen

### Empfangsgebäude

Grundriss des Bahnhofsgebäudes.
Unten: Erdgeschoss, oben: 1. und 2. Stock
Im Erdgeschoss: I: Vestibül, II: Durchgang, III/IV: Warteräume für 3. und 4. bzw. 1. und 2. Klasse, V: Fahrkarten- und Gepäckschalter, VI: Stationsaufseher, VII: Güterschuppen, VIII–XII: Spritzenraum, Toiletten und Ställe, XIII: Viehrampe, XIV: Laderampe; XV: Halle (offener überdachter Unterstand zum Bahnsteig hin).
In den Obergeschossen Wohnräume.

Das Empfangsgebäude stammt aus der Eröffnungszeit des Bahnhofs. Es ist ein Ziegelrohbau in „einfachen, würdigen Formen“. Beim Streckenbau wurden zwei Typenbauten entwickelt, eins für größere und ein für kleinere Stationen. Mit letzteren wurden die Bahnhöfe im Drewitz (heute Potsdam Medienstadt Babelsberg), Michendorf, Beelitz (heute Beelitz-Heilstätten), Brück, Wiesenburg, Nedlitz, Lindau (Anh) und Neugattersleben ausgestattet. Während die drei erstgenannten Stationen nachträglich erweitert worden sind und in Lindau und Neugattersleben die Nebengebäude nicht mehr existieren, entspricht die äußere Bauform der Gebäude in Brück, Wiesenburg und Nedlitz noch weitgehend dem Originalzustand. Die Bahnhofsgebäude in Brück und Wiesenburg sind dabei praktisch identisch, das in Nedlitz ist dazu spiegelbildlich angeordnet.
Das Gebäude besteht aus einem Mittelteil mit Erdgeschoss und zwei Obergeschossen. Im Erdgeschoss befanden sich die bahnrelevanten Einrichtungen wie Fahrkartenausgabe und Sitz des Fahrdienstleiter; in den Obergeschossen Wohnungen für Bahnmitarbeiter. An diesen Teil schloss sich zu einer Seite ein einstöckiger Güterschuppen mit Lade- und Viehrampe an, zur anderen Seite ein ebenfalls einstöckiger Trakt, in dem die Warteräume bzw. eine Gaststätte angelegt wurden. Dieser Teil ist etwas höher ausgeführt als das Erdgeschoss des Mittelteils und ist deswegen nicht mit einem Obergeschoss überbaut worden. An diesen Trakt schließt sich ein separates einstöckiges Nebengebäude an, das die Toiletten enthielt. Ein Torbogen verbindet es baulich mit dem Hauptgebäude, durch diesen verläuft der Zugang zum Bahnsteig. Am Hauptgebäude befindet sich zum Bahnsteig hin ein Annex für den Bahnhofsvorsteher und ein überdachter Unterstand vor dem Warteraumtrakt.
Der Warteraumtrakt im Empfangsgebäude wurde lange Zeit gastronomisch genutzt. Nach mehreren Jahren Leerstand richtete der Verein Bahnhof am Park in den Räumlichkeiten ein Café mit Hofladen ein, das auch für Kinoabende und andere Veranstaltungen genutzt wird.
Ebenfalls wurde durch den Verein wieder ein Warteraum im Bahnhofsgebäude eröffnet, der auch außerhalb der Öffnungszeiten des Cafés nutzbar ist.

### Weitere Anlagen

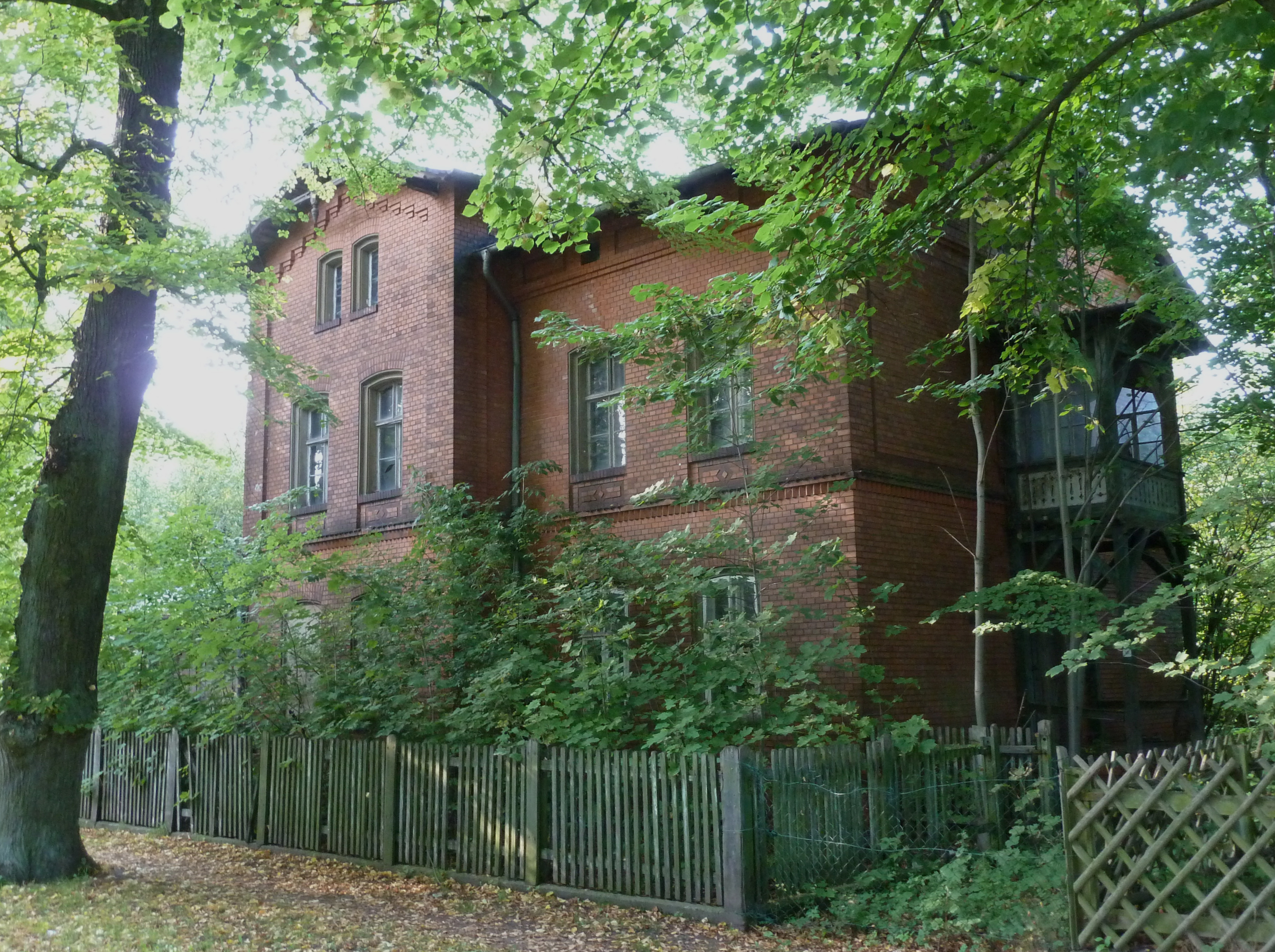
Denkmalgeschütztes Eisenbahnerwohnhaus an der Straße zum Bahnhof.

Die ursprünglichen Gleisanlagen auf den kleineren Stationen der Bahnstrecke waren wie die Empfangsgebäude ebenfalls nach einem einheitlichen Muster entworfen worden. Die Stationen besaßen 450 Meter lange Überholungsgleise und einen 150 Meter langen Bahnsteig. Die Ladestraße wurde am Güterschuppen an der Seite des Empfangsgebäudes angelegt. Die Gleis- und Bahnsteiganlagen des Bahnhofs Wiesenburg wurden beim Bau der Strecke nach Roßlau erweitert. Neben dem Hausbahnsteig am Empfangsgebäude besitzt der Bahnhof einen Inselbahnsteig mit zwei Bahnsteigkanten und einem kurzen Bahnsteigdach. Südlich davon gibt es Überholgleise.
Zum Bahnhof gehören zwei Stellwerke, beides mechanische Stellwerke der Bauart Einheit. Das Fahrdienstleiterstellwerk Ww steht westlich der Bahnsteige am Bahnübergang, das Wärterstellwerk Wo mehrere hundert Meter entfernt am östlichen Bahnhofskopf.

### Denkmalschutz
Das Bahnhofsgebäude mit Nebengebäuden und die beiden Stellwerke standen schon vor 2010 auf der Denkmalliste des Landkreises Potsdam-Mittelmark, im Jahr 2013 wurde der Denkmalschutz auch auf die Bahnsteigüberdachung und auf ein Eisenbahnerwohnhaus gegenüber dem Bahnhof (Am Bahnhof 41) ausgedehnt. Mit Stand 2020 umfasst der Denkmalschutz: den „Bahnhof, bestehend aus Hauptgebäude, Güterschuppen mit Verladerampe und Draisinengleis, Bahnsteigüberdachung, Toilettenhaus, Waagehäuschen und Bahnbediensteten-Wohnhaus mit Hofgebäude (Nr. 41) sowie zwei Stellwerken (Wo und Ww)“

### Umfeld

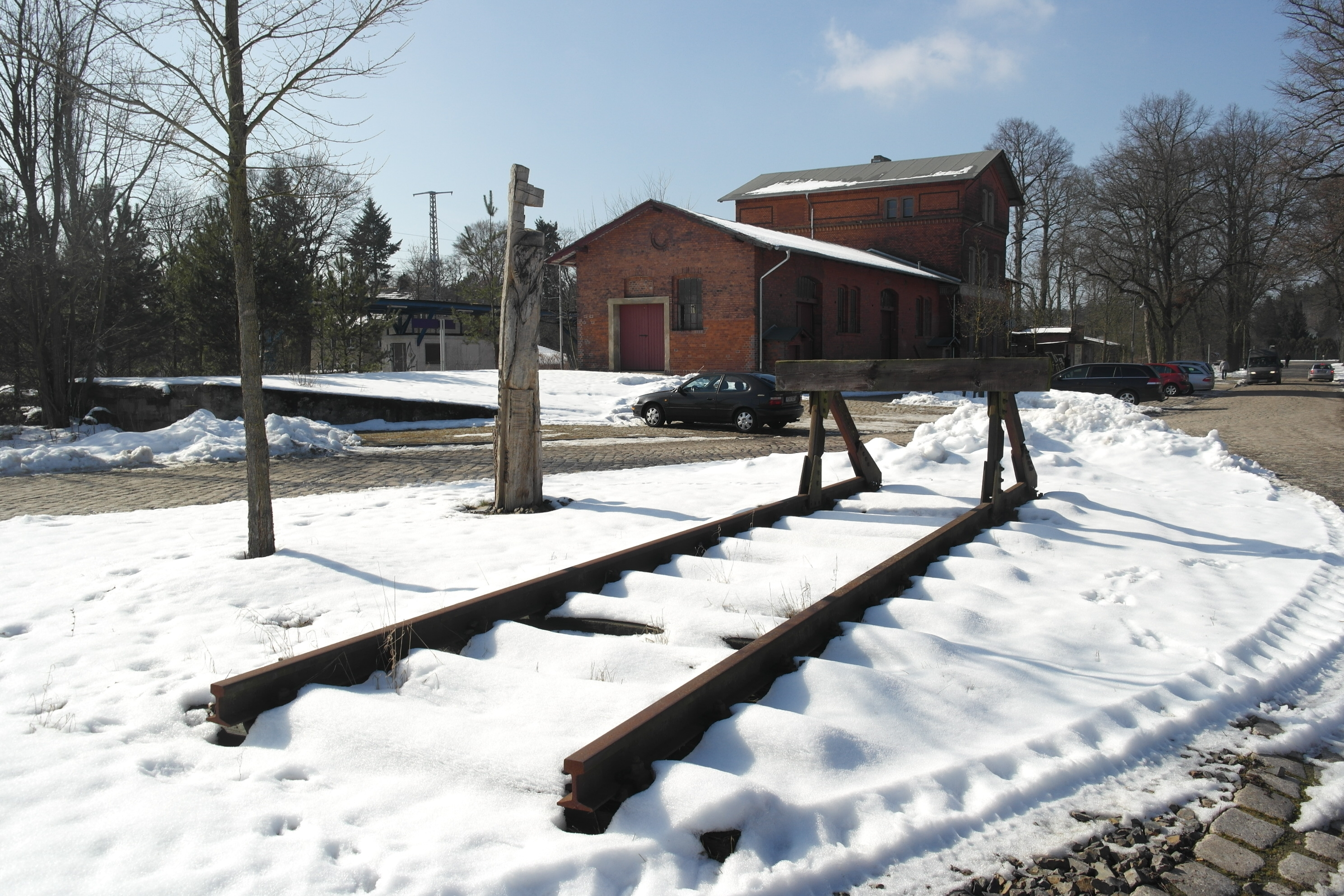
Skulptur am Beginn des Kunstwanderwegs

Der Bahnhof wurde mitten im Wald abseits des Ortes angelegt. Ursprünglich war nur ein Forsthaus in der Nähe. Nach dem Bahnbau siedelten sich einige Produktionsstätten, vor allem holzverarbeitende Betriebe, in der Umgebung an. Ein Anschlussgleis verband den Bahnhof mit einer nördlich gelegenen Sägemühle. In der Umgebung des Bahnhofs, insbesondere an der Hauptstraße, entstanden einige Wohnhäuser, die heute den bewohnten Gemeindeteil Bahnhof bilden. Der Bahnhof liegt am Südrand des ausgedehnten Schlossparks des Schlosses Wiesenburg.
Der Bahnhof Wiesenburg ist Ausgangspunkt des Kunstwanderwegs Hoher Fläming. Seit 2007 bzw. 2010 verbinden zwei Routen die Bahnhöfe Wiesenburg und Bad Belzig. Insgesamt 28 Kunstwerke verschiedener Künstler werden entlang der beiden Strecken des Kunstwanderwegs präsentiert. Im März 2023 wurde die Route zwischen dem Bahnhof Wiesenburg und Klein Glien mit dem Kunstwanderweg XR erweitert, auf dem digitale Kunstwerke sowie bestehende Kunstwerke mit 3D-Animationen der Kunstschaffenden (sogenannte Avatare) durch Augmented-Reality-Technologie dargestellt wird.

## Verkehr
| Linie                    | Linienverlauf | Takt (min) | EVU              |
| ------------------------ | --- | ---------- | ---------------- |
| RE 7                     | Dessau Hbf – Wiesenburg – Bad Belzig – Michendorf – Berlin-Wannsee – Berliner Stadtbahn – Königs Wusterhausen – Lübben (Spreewald) – Lübbenau (Spreewald) – Senftenberg | 60         | DB Regio Nordost |
| Stand: 15. Dezember 2024 | |            |                  |

Am Bahnhof halten zudem die Busse der Linien 572 und 589 und Rufbusse der Linie 555 der kreiseigenen Verkehrsbetriebe regiobus Potsdam-Mittelmark sowie Busse der Linie 591 eines privaten Busunternehmens.